# Retipenna inordinata
Retipenna inordinata är en insektsart som först beskrevs av C.-k. Yang 1987.  Retipenna inordinata ingår i släktet Retipenna och familjen guldögonsländor. Inga underarter finns listade i Catalogue of Life.